# 菊池夏樹
菊池 夏樹（きくち なつき、1946年（昭和21年）6月26日 - ）は、日本の編集者、出版社経営者。東京都生まれ。立教大学法学部卒業。菊池寛の孫にあたる。

## 略歴
1969年（昭和44年）文藝春秋入社。営業局、広告局、小説誌「オール讀物」編集部、「月刊コミックビンゴ」編集長、コミックス発行人、文春ネスコ発行人を経て、 文藝振興事業局局長、財団法人日本文学振興会（芥川龍之介賞・直木三十五賞・菊池寛賞）社内委員、松本清張賞・大宅壮一ノンフィクション賞事務局責任者を歴任。2007年（平成19年）に退社。
2011年（平成23年）よりフォーテックデザイン勤務。また香川県高松市菊池寛記念館名誉館長、出版社・ジュリアンの代表取締役。菊池寛作家育成会会長、メイプル相談役、イー・ビー・ヘルス・ケア相談役。
2011年（平成23年）10月から、月刊電子総合文藝誌『アレ!allez!』のプロデューサーを務めていたが、2013年（平成25年）に休刊した。

## 著書
- 『菊池寛急逝の夜』（白水社）
- 『菊池寛のあそび心』（ぶんか社文庫）
- 『菊池寛と大映』（白水社）
- 『遺品逸品―偉人たちのとっておきの話』（共著）（光文社知恵の森文庫）
- 『近現代日本人物史料情報辞典　第4巻』（菊池寛の項）（吉川弘文館）